# Лукаш Бартошак
Лукаш Бартошак (чеськ. Lukáš Bartošák, нар. 3 липня 1990, Глучін) — чеський футболіст, захисник клубу «Фастав» (Злін) та національної збірної Чехії.
Виступав також за клуби «Глучін» та «Карвіна».

## Клубна кар'єра
У дорослому футболі дебютував 2009 року виступами за команду «Глучін», у якій провів два сезони, взявши участь у 36 матчах чемпіонату. 
Протягом 2011—2012 років захищав кольори клубу «Карвіна».
Своєю грою за останню команду привернув увагу представників тренерського штабу клубу «Вікторія» (Жижков), до складу якого приєднався 2012 року. Відіграв за команду з Жижкова наступні три сезони своєї ігрової кар'єри. Більшість часу, проведеного у складі «Вікторії», був основним гравцем захисту команди.
У 2015 році уклав контракт з клубом «Слован», у складі якого провів наступні два роки своєї кар'єри гравця. 
З 2017 року три сезони захищав кольори клубу «Фастав» (Злін). Граючи у складі «Фастава» також здебільшого виходив на поле в основному складі команди.
З 2020 року знову, цього разу два сезони захищав кольори клубу «Карвіна». Тренерським штабом нового клубу також розглядався як гравець «основи».
До складу клубу «Фастав» (Злін) приєднався 2022 року. Станом на 22 березня 2025 року відіграв за злінську команду 66 матчів в національному чемпіонаті.

## Виступи за збірну
У 2015 році дебютував в офіційних матчах у складі національної збірної Чехії.